# Thorley Walters
Thorley Walters (* 12. Mai 1913 in Teigngrace; † 6. Juli 1991 in London) war ein britischer Schauspieler.

## Leben
Thorley Walters kam über das Theater zum Film. Auf sein Kinodebüt im Jahr 1939 folgten jedoch Jahre, in denen er fast ausschließlich für die Bühne arbeitete. Ab Mitte der 50er Jahre war er regelmäßig auch Darsteller in Kino- und Fernsehfilmen. Mehrfach trat er in Horrorfilmen der Produktionsgesellschaft Hammer Films auf.

## Filmografie (Auswahl)
- 1945: Hochzeitswalzer (Waltz Time)
- 1945: Drei Ehen (They Were Sisters)
- 1955: Der beste Mann beim Militär (Private's Progress)
- 1956: Das Baby auf dem Schlachtschiff (The Baby and the Battleship)
- 1958: Ausgerechnet Charlie Brown (Carlton-Browne of the F.O.)
- 1959: Die grüne Minna (Two-Way-Stretch)
- 1960: Etappenhengste (Invasion Quartet)
- 1961: 16 Uhr 50 ab Paddington (Murder She Said)
- 1961: Das Rätsel der unheimlichen Maske (The Phantom of the Opera)
- 1962: Sherlock Holmes und das Halsband des Todes
- 1965: Blut für Dracula (Dracula – Prince of Darkness)
- 1966: Letzte Grüße von Onkel Joe (The Wrong Box)
- 1966: Der Puppenmörder (The Psychopath)
- 1966: Frankenstein schuf ein Weib (Frankenstein Created Woman)
- 1969: Oh! What a Lovely War
- 1969: Frankenstein muß sterben (Frankenstein must be destroyed)
- 1969: Das Ungeheuer (Trog)
- 1970: Ein Mann jagt sich selbst (The Man Who Haunted Himself)
- 1970: Ein Mädchen in der Suppe (There’s a Girl in My Soup)
- 1971: Die 2 (The Persuaders! ) (Fernsehserie, 1 Folge)
- 1972: Circus der Vampire (Vampire Circus)
- 1972: Der junge Löwe (Young Winston)
- 1973 Thriller (Fernsehserie, 1 Folge)
- 1975: Sherlock Holmes’ cleverer Bruder (The Adventure of Sherlock Holmes’ Smarter Brother)
- 1977: Caprona – Die Rückkehr der Dinosaurier (The People That Time Forgot)
- 1977: Silver Blaze
- 1980: Die Vogelscheuche (Worzel Gummidge) (Fernsehserie, 4 Folgen)
- 1980: The Wildcats of St. Trinian’s
- 1982: Agatha Christie: Das Spinnennetz (Spider’s Web)
- 1983: Im Zeichen der Vier (The Sign of the Four)
- 1984: Die Libelle (The Little Drummer Girl)
- 1988: Die unglaublichen Geschichten von Roald Dahl (Tales of the Unexpected) (Fernsehserie, 1 Folge)
- 1989: Der Aufpasser (Minder) (Fernsehserie, 1 Folge)